# Gyllensparv
Gyllensparv (Emberiza aureola) är en fågel i familjen fältsparvar. Den häckar i nordöstra Europa och norra Asien österut till Stilla havet, närmast mycket fåtaligt i Finland. Vintertid flyttar den till södra och sydöstra Asien. Arten minskar mycket kraftigt i antal, troligen på grund av omfattande fångst i övervintringsområdet. IUCN kategoriserar den som akut hotad.

## Kännetecken

### Utseende
Gyllensparven är en 13,5–15,5 centimeter lång fågel, det vill säga lika stor som en sävsparv, men med längre näbb. Undre näbbhalvan är skär medan näbbryggen är gråaktig. En adult hane har svart ansikte och kastanjebrun hjässa, rygg och övergump. Undersidan är klargul med ett tvärgående brunt band runt bröstet. Den har ett kraftigt vitt vingband och de två yttersta stjärtpennorna är vita.
Honan påminner om en blek gulsparvshona med ett ljust tydligt ögonbrynsstreck och vingband. Dessutom har honan en nästan enfärgat gulvit undersida, med en längdstreckning endast på sidorna. Juvenila fåglar liknar honan men har finstreckat bröst och flanker, samt något annorlunda tecknade mellersta och större vingtäckare - undersidan är även något mera brunaktig.

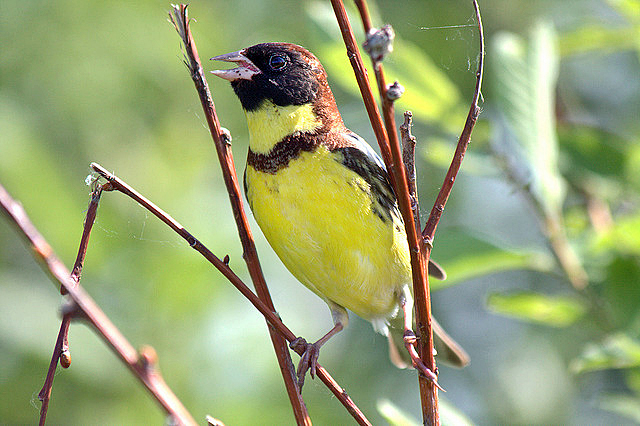
Hane.

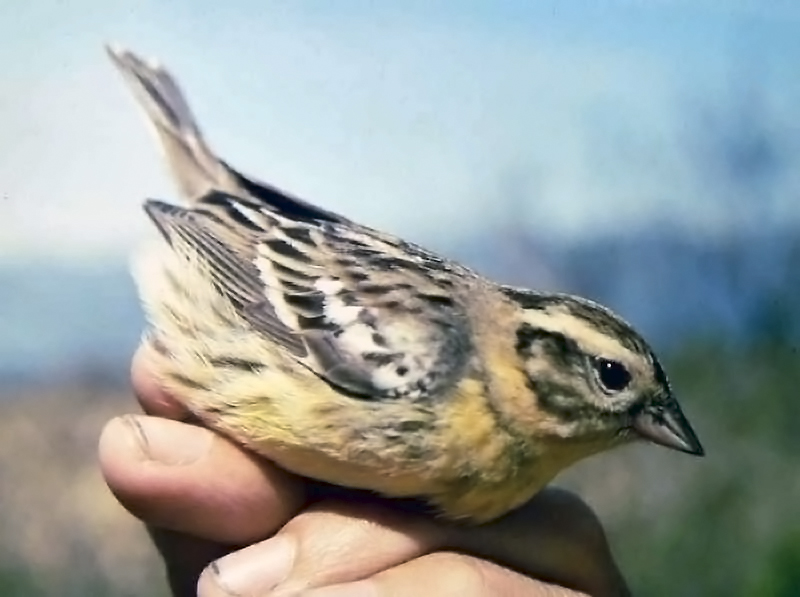
Hona fotograferad vid Bajkalsjön i juni.

### Läten
Sången är en klar och ljudlig, stigande strof, bestående av parvist upprepande toner med stora tonkliv. Den individuella variationen är dock stor. Lock- och varningslätet är ett vasst "tsick".

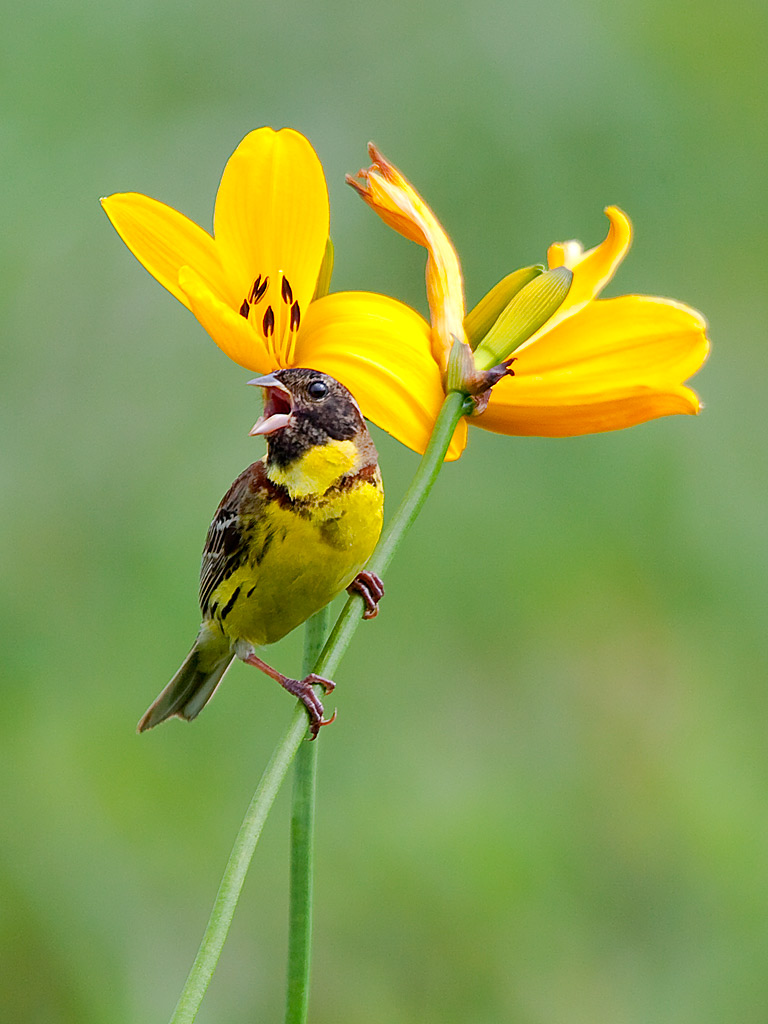

## Utbredning
Gyllensparven häckar i nordöstra Europa och norra Asien och då särskilt i Sibirien ända till Stilla havet. Den är en långflyttare som övervintrar i Sydostasien, Indien och södra Kina. Det västligaste häckningsbeståndet fanns tidigare i Finland där den sågs sporadiskt i igenväxande buskmarker nära vatten. En känd häckningslokal var i Liminkaviken söder om Uleåborg där arten påträffades glest kolonivis. En individ ringmärkt i Finland återfanns i Thailand. Sedan 2019 anses dock gyllensparven vara utgången som häckfågel i Finland.
Gyllensparven är en sällsynt gäst i övriga Västeuropa. Sedan slutet av 1950-talet har ett 30-tal fynd gjorts i Sverige.

## Systematik
Gyllensparven beskrevs taxonomiskt första gången 1773 av Peter Simon Pallas. Den delas upp i två underarter med följande utbredning:
- västlig gyllensparv[10], Emberiza aureola aureola – nominatformen häckar i taigabältet som sträcker sig från Finland till Berings hav. Den övervintrar i Indokina.
- Emberiza aureola ornata – häckar från Amurfloden till Manchuriet, norra Korea, Kamtjatka och Kurilerna.

### Släktskap och släktestillhörighet
Arten placeras traditionellt i släktet Emberiza. Sentida genetiska studier visar att denna arts närmsta släktingar är dvärgsparv, gråhuvad sparv, videsparv och svavelsparv och bildar en klad inom släktet. Vissa lyfter ut dem och några andra arter till det egna släktet Schoeniclus.

## Ekologi
Gyllensparven anländer till häckplatserna mest under juni. Häckningen sker i öppna buskområden, ofta nära vatten. Boet ligger lågt i buskar eller i tät vegetation, vanligen 1/2–1 meter över marken och består av torrt gräs och hästtagel. Endast honan bygger boet. Den lägger i genomsnitt fyra till sex ägg. Ungarna matas med insekter medan adulta fåglar livnär sig av både insekter och frön.  Flyttningen sker i juli–augusti. I övervintringsområdena påträffas den i stora flockar i jordbruksområden, gräsmarker och kring risfält. Den tar nattkvist i vassområden.

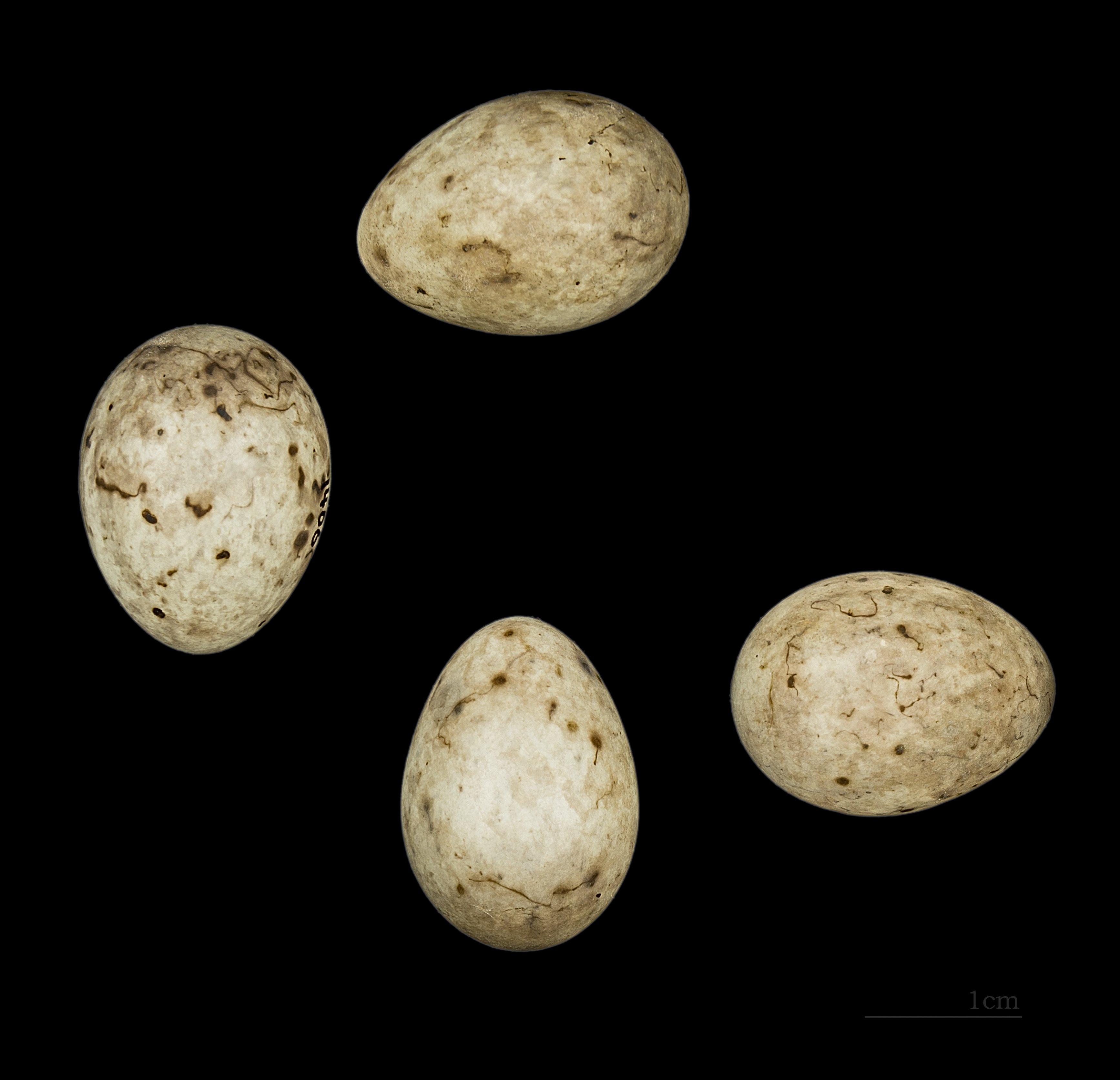
Gyllensparvens ägg.

## Status och hot
Från att tidigare ha varit en allmän fågel har gyllensparven under kort tid minskat kraftigt över hela utbredningsområdet. Mellan 1980 och 2013, alltså under endast drygt 30 år, tros den ha minskat med 84,3–94,7 %. Den europeiska populationen beräknades 2004 bestå av mellan 20 000 och 100 000 häckande par och 2015 troddes endast 120–600 vuxna individer vara kvar. Sedan 2019 anses den finländska populationen anses vara utgången. Internationella naturvårdsunionen IUCN placerade den i hotkategorin starkt hotad 2013 och från och med 2017 som akut hotad.
Huvudorsaken till att den minskat kraftigt tros vara den omfattande fångsten i övervintringsområdena. Flockar som rastar i vassområden fångas i nät, kokas och säljs som "sparvar" eller "risfåglar". Från 1992 och framåt uppskattades flera hundra tusen fåglar fångas inför den årliga matfestivalen i Sanshui i södra Kina. Denna handel förbjöds 1997, men en svart marknad finns fortfarande. Den anses vara en delikatess även i Kambodja och fångas och säljs till restauranger i Nepal. I Kina stoppas också tusentals hanfåglar upp och säljs som maskotar eftersom den tros ge lycka. Habitatförstörelse både på häckningsplats och i övervintringsområdena när våtmarker omvandlats till jordbruksmark tros förvärra problemet. Även besprutning kan ligga bakom.

## Namn
Gyllensparvens vetenskapliga artnamn aureola betyder just "gyllene", efter latinets aurum för "guld".